# Arturo Meza
Arturo Meza (Ciudad de México, México; 15 de diciembre de 1956) es un compositor, músico, multiinstrumentista, cantante, poeta y escritor independiente mexicano. Artista prolífico, creador de una vasta obra e inventor de instrumentos musicales (mezáfono, teclaedro, oglio y yeloguerlizet). La base de su composición es el rock rupestre, la canción sin más instrumentación que la voz, guitarra y ocasionalmente una armónica, aunque ha incursionado en los más diversos ritmos musicales, como la música sinfónica, rock progresivo, rock, blues, música electrónica y tradicional mexicana (norteña y son). De entre los compositores independientes contemporáneos de canciones en México, es el que mayor obra tiene realizada y publicada con alrededoe de 30 álbumes de estudio. Es considerado un artista de culto y uno de los máximos compositores y letristas de la música en español.

## Líneas generales de su obra
Las influencias de la obra de Meza pueden dividirse en dos: las musicales y las literarias. La base musical de su obra es la popular -voz, diversos tipos de guitarras y sintetizadores- aunque ha incursionado en la composición de música sinfónica ejecutada con sintetizadores. Dada la extensa obra publicada por Meza y la variedad de influencias y ritmos en los que ha incursionado, podemos esbozar las líneas generales de influencia: la canción denominada de autor, una fuerte influencia del progresivo por la inclusión permanente de sintetizadores y arreglos de tipo sinfónico en gran número de sus canciones.
Por otro lado, en sus letras y obra literaria tiene a la inclusión de elementos indígenas y de tipo mexicanista y por otro lado la tradición mitológica medieval y europea de los que toma simbolismos y metáforas variadas. Su obra condensa influencias igualmente variadas y su poética es la esencia de sus canciones por la riqueza de imágenes y metáforas que ha incluido.

## Inicios
Según lo referido en varias entrevistas y en el booklet de su disco Dedopingüe, Meza aprendió a tocar la guitarra en la infancia en su pueblo adoptivo Tocumbo, Michoacán, con el trío norteño integrado por el maestro Manuel Ceja, un albañil apodado Cuachangas y Meza, quien tenía que quedarse afuera de las cantinas por ser menor de edad. «Creo que las influencias musicales se dan en la pubertad. A mi me influencio la música ranchera y norteña de Los Broncos de Reynosa, Los Alegres de Terán, Las Jilguerillas, José Alfredo Jiménez o Cuco Sánchez, que fue con la que aprendí a tocar y cantar», Más tarde conoció a The Beatles, Bob Dylan y The Kinks. A los quince años emigró a la Ciudad de México.
Sus inicios formales fueron con Decibel e Ingreso Libero, «un quinteto formado por Alberto Herr, percusiones; Juan Wolfgang Cruz, bajo; Juan Andrade, vocales; Carlos Alvarado, flautas y clarinete; y el propio Meza en las guitarras» en 1976. Para 1977 integró  Voldarepet, un colectivo de música experimental basado en la influencia del rock progresivo y compositores contemporáneos académicos como Krzysztof Penderecki y György Ligeti.

## Primera etapa: música ersal

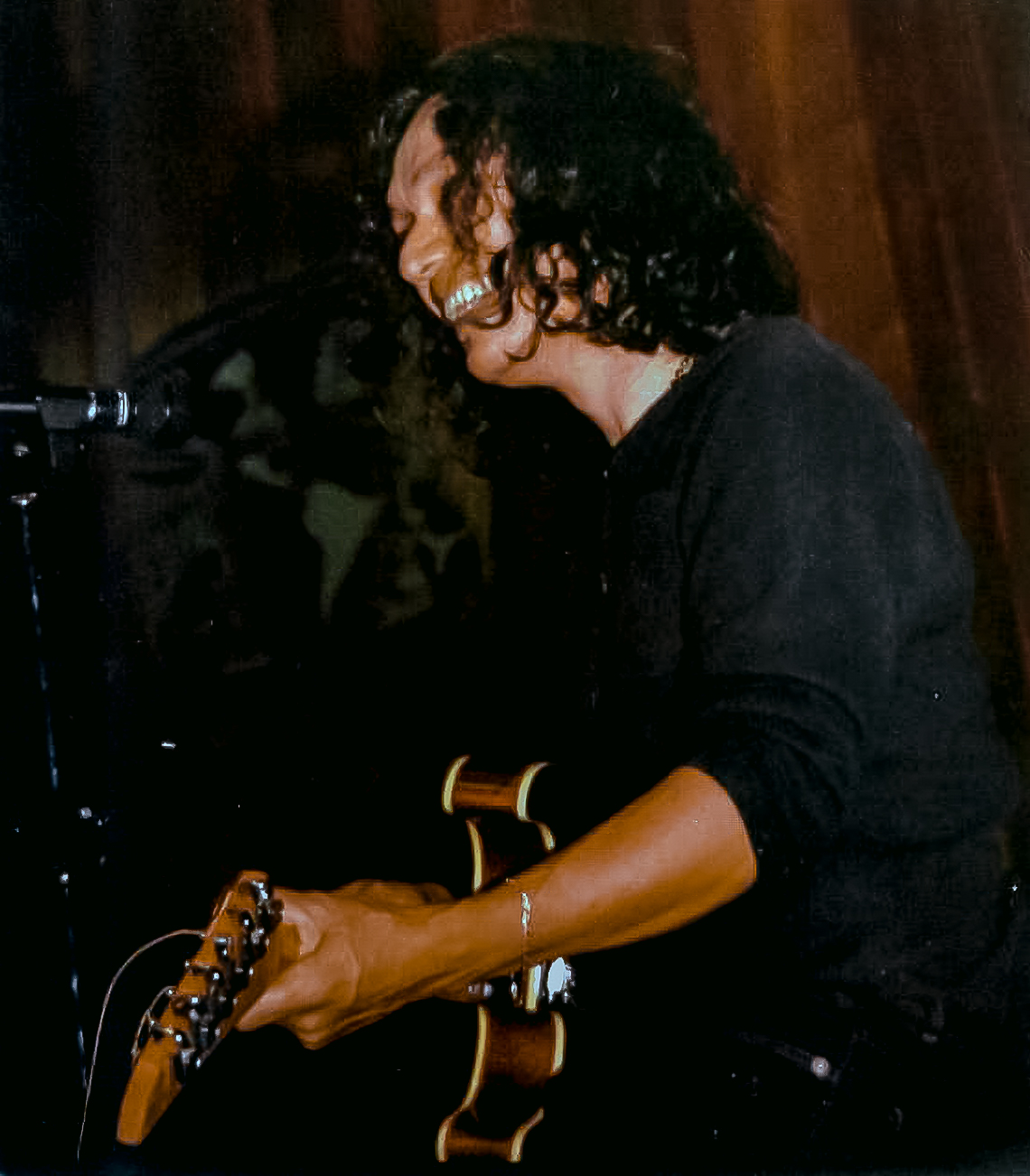
Arturo Meza en la Facultad de Filosofía y Letras de la UNAM.

La primera etapa de Meza como músico, de 1976 a 1984 es la de la realización de música con un fin místico y ceremonial. Una de sus mayores influencias es la obra de Josefa Rosalía Luque Álvarez, religiosa quien a través de obras como «Orígenes de la Civilización Adámica» y «Arpas Eternas» narra la vida de los Kobdas y Abel en el primero, y Jesús y los esenios en el segundo. También se vio fuertemente influenciado por la obra de Sor Juana Inés de la Cruz y Nezahualcoyotl. Arturo retomó algunos textos y los musicalizó, pero dicha influencia será un referente en toda su labor artística y personal venidera. En esos años Meza realiza música como forma de introspección y buscando experiencias y estados metafísicos (a dicho trabajo lo ha llamado música ersal, como sus obras Suite Koradi o In principio), pero ha preferido la realización de canciones para llevar su mensaje de una forma más abierta y fácilmente cognoscible. Uno de los principios de su pensamiento es la salvación del hombre y del género humano mediante el amor puro como energía única.

«Si te fijas en todas las cosas que hay en el planeta, existen por la vibración. Estamos en un mundo orgánico, un plasma donde todo vibra; desde la partícula más pequeña hasta el mineral y las ideas. Todo es vibración. Entonces todos los seres somos musicales. Concibo al universo esencialmente musical... me atrevo a decir que la música sostiene al universo».

## Segunda etapa: canciones
Es en 1984 cuando inició su carrera solista con la publicación del disco No vayamos a irnos sin el mar, grabado en los 70s, el cual surge como una fusión de textos y música europea y prehispánica, en una amalgama estética y filosofica de la tradición griega y mexica. En lo sucesivo se dedicará a la composición de su obra más conocida, la misma que ha interpretado a lo largo y ancho de México y otros países como Estados Unidos, Bolivia y España, con canciones basadas en la guitarra y voz, género que le ha servido como vehículo para dar a conocer su perspectiva filosofica . Desde el inicio de sus presentaciones, Meza promovió que su público conviviera entre sí para generar lazos de fraternidad y llevar a la práctica los principios que enuncia, lo que se ha convertido ya en una costumbre entre los mismos.
Aunada a su labor artística Meza fundó el sello discográfico Gente de México que ha producido discos de vinil, casetes y discos compactos dado que ideológicamente se ha mantenido fuera de cualquier convenio comercial con las empresas discográficas. También ha promovido la salud física y espiritual realizando terapias de sanación y preparando medicamentos naturales. De igual manera, participa en conciertos de apoyo a causas sociales como las del EZLN y promovido la apertura de comedores populares. 
Por muchos años Meza editó una cantidad reducida de discos de vinilo y casetes hoy inconseguibles, que se vendieron de forma personal en sus presentaciones o en sitios alternativos como el Tianguis del Chopo, copiándose y distribuyéndose de persona en persona y con el arribo de internet mediante mp3. Es hasta hace unos cinco años cuando copias remasterizadas de sus obras en discos compactos se venden con regularidad en algunas librerías y tiendas de discos. 
Acompañado por lo general únicamente de su voz y de una omnipresente guitarra electroacústica Kramer, modelo Ferrington KFS1 LH, se ha presentado en la mayor parte de las ciudades grandes de México; en 2006 se presentó en Chicago, Illinois, Estados Unidos, donde se presenta con frecuencia. En ese año realizó una serie de conciertos por México para celebrar 30 años de actividad artística.

## Discografía
Tiene en su haber 37 producciones discográficas, sumando más de 300 canciones conocidas: 
- No vayamos a irnos sin el mar (Gente de México, 1984)
- In principio (Gente de México, 1984)
- Suite Koradi (Gente de México, 1985)
- Sin título (Gente de México, 1987)
- Réquiem (Gente de México, 1988)
- Ayunando entre las ruinas (Gente de México, 1988)
- Setenta centavos (Gente de México, 1989)
- Para un compa (Gente de México, 1990)
- Crónica sonora (Gente de México, 1990)
- En el monte de los equinoccios (Gente de México, 1991)
- Venadito del sol - Hikuri (Instituto de Investigaciones Estéticas, UNAM, 1993)
- A la siniestra del Padre (Gente de México, 1992)
- La Balada de Galaver (Gente de México, 1993)
- La sangre de los ángeles (Gente de México, 1995)
- Setenta centavos para un compa (Rock and roll Circus, 1995)
- Descalzos al paraíso (Gente de México, 1996)
- Criando cuervos (Independiente, 1996)
- Canciones para cantar en el infierno, volumen 1 (FCM Música 1998)
- Borges: homenaje en el centenario de su natalicio (Gente de México / Fundación Jorge Luis Borges Argentina, 1999)
- Némesis (Dime Abuelita Records / Gente de México, 1999)
- El 33 de este mes (Gente de México, 2001)
- Canciones para cantar en el infierno volumen 2 (Gente de México, 2001)
- Merlin Soy Arturo, La espina de su amor, Ella, La mar (Gente de México, 2002)
- De tin marin (Gente de México, 2003)
- De do pingüé (Gente de México, 2003)
- Amor y paz (Gente de México, 2004)
- Qkramakra (Gente de México / Cúcara mácara, 2005)
- Planeta miedo (Gente de México, 2005)
- Fin (2006)
- La música escarlata (Gente de México, 2007)
- NOD (Gente de México, 2008)
- NTN (Gente de México, 2010)
- De Pié (Gente de México, 2013)
- Ni Serpientes Ni Escaleras (Gente de México, 2016)
- Esencial (Gente de México, 2018)
- El Toro Cool (Gente de México, 2018)
- Constelaciones (Gente de México, 2020)
- Resiliente (Meza Editor, 2023)

Ha musicalizado textos de François Villon, Rubén Darío, Jorge Luis Borges, Denise Levertov, Nezahualcóyotl, Boanergés de Magdaló, Luis G. Franco, William Blake, Mario Santiago Papasquiaro, Margarito Cuéllar, José Eugenio Sánchez, Arnulfo Vigil, Rey Bohindra, María Laura Bisso y Josefa Rosalía Luque.

## Colaboraciones
- Imagina - Homenaje a John Lennon (2001), participa con el tema «Juan»
- 20 - 10 EZLN El fuego y la palabra, Vol. 2 Palabra (2004), participa con el tema «La rebeldía de la luz»
- Cantos de todos - Chiapas (2004), participa con el tema «Al E.Z.L.N.»
- A ver cuando vas... los rupestres a Rockdrigo González (2005), participa con el tema «Hombre de plata»
- Nomedites 4 - Poetas, trovadores y rocanroleros (2005), participa con el tema «El poeta declara su nombradía»
- Nomedites 8 - Infrarrealismo (2006), participa con los temas «Luciérnaga fugaz» y «Devoción Cheroke»

## Colaboraciones con otros músicos y autores
- En los discos: Los Valses de Alejandra de Armando Velasco (1989), con la canción «El vals de los trostrospitos en la casa de los espejos líquidos»; y Vía Láctea del grupo del mismo nombre (1985).

- Colaboró con Undersun, grupo originario de León, Guanajuato, al cual produjo en 1988; además colaboró en la composición y canto de la canción «Música sin sombras» del mismo disco; con Jarris Margallis en su disco Soul con los temas «Y» y «El Nahual»; «Comala», «Ek Tunkul» y «Nierika» de Jorge Reyes; así como en discos de Eblén Macari, José Luis Fernández Ledezma, Oxomaxoma, Lalo Laredo y Lieto Bozz.

- Produjo en 1993 el casete independiente de Fosa Común, proyecto de Tizoc Briseño y Jorge Luis "Cox" Gaytán.

- Colabora en el año 2013 con el cantautor michoacano Miguel Sevilla en el álbum ...de la poesía al canto, Vol. 1 en el tema «Hoy yo canto porque sí».

Con Arturo Meza han colaborado los músicos: 
- En sesión: José Luis Fernández Ledezma, Germán Bringas, Julio Sandoval, Octavio Patiño "Blu", Carmen Leñero, Eblén Macari, José Luis Almeida, Emiliano Marentes, Alberto Herr, Juan Wolfgang Cruz, Armando Nava-Loya, Jaime Moreno, Villarreal, Maja Rustige, Marisa De Lille, Pedro Tello, Jorge Reyes, Félix Betanzos, Adriana Calleja, Jorge Calleja, Víctor Manuel Corral, Carlo Bernal, Lieto Bozz, Alquimia, Gabriel Hernández, Manuel Olivera de la Rocha, Pierre Chaurand, Javier Martín del Campo, Luis Guerrero, Guillermo Dávalos, Raúl Jaquez, Luis Álvarez "El Haragán" y Undersun, entre otros.

- En directo: Julio Sandoval, Laura Herrera, José Luis Fernández-Ledesma, Tizoc Briseño y Octavio Patiño "Blu" (como Los galaverianos y Abeles y Caínes); Diego González, Edgar Hernández, Gustavo García y Mauricio Barquera (Como Alacrángeles); Félix Betanzos; Chario Manez y Maqaqo (Los Chaneques), Juan Maldonado, Abel Maldonado, Carlo Bernal y Adriana Calleja.

## Homenajes
En 2003 la cantante Ana de Alba publicó el disco doble Ángel de Barro, donde interpretó canciones de Arturo Meza. En él participaron los músicos: Héctor Hoyo, Jorge Luis "Cox" Gaytán, Jorge García, Sergio Calderón, Elena Sánchez, César "Perico el payaso loco", Daniel Rivadeneyra, Daniel Soberanes, Tizoc Briseño, José Tavares, Norma Villarreal, Ramón Sánchez, Salvador Moreno, Armando Velasco, Enrique Valadez, Germán Bringas, Rafael Catana, José Luis Fernández Ledezma, Mónica del Águila, Arturo González, Margarita Botello, Agustín Pimentel, David Méndez, Alejandro Méndez, Ramiro Ramírez, Nina Galindo, Noemí Mondragón y Baldomero Jiménez.

## Prosa
Su prosa se ve influenciada principalmente del realismo mágico y de la novela mexicana de principios del siglo XX, así como de diferentes vanguardias estilisticas. En la mayor parte de sus textos utiliza un modo discursivo proveniente de las clases bajas, escrito con la pronunciación literal. Ha publicado 39 libros en prosa:
- Canto Ersal (Gente de México, 1992)
- Ansina como endenantes (Oficio Ediciones, 1993)
- El diablero (Gente de México, 1995)
- Historias de agua (1998)
- Dord (Gente de México, 2003)
- Juan Matilde (Gente de México, 2005)
- Planetamor (Gente de México, 2005)
- Dándole de tragar al Diablo (Gente de México, 2005)
- Cartapacio del Infierno. El evangelio de Maria Magdalena (Gente de México, 2007)
- El Círculo del Fuego Negro (Gente de México, 2008)
- Nidodecuervos (Gente de México, 2008)
- Exiliados Celestes (Gente de México, 2009)
- Essameriam (Gente de México, 2009)
- Viajero del infinito (Gente de México, 2010)
- El Otro Mesías (Gente de México, 2010)
- Los mensajes de Fátima (Gente de México, 2011)
- Los Buñuelados de Olvidel (Gente de México, 2013)
- 69 de agosto (Gente de México, 2014)
- El Santo nunca pierde (Gente de México, 2015)
- The End (Gente de México, 2015)
- El viaje de Saramago (Gente de México, 2017)
- Falso Film (Gente de México, 2018)
- Yo soy Dios, pendej@s (Gente de México, 2018)
- Otilio Bernabé (Gente de México, 2018)
- EISENBERG sin H (Gente de México, 2018)
- Poesía Put@ (Gente de México, 2018)
- La cruz del infante Pedro (Gente de México, 2019)
- Tesla (Gente de México, 2019)
- Caminando en el viento (Gente de México, 2020)
- Haqueldama (Gente de México, 2020)
- El cadáver del alma (Gente de México, 2021)
- Lobo flor de puerco (Gente de México, 2022)
- Maquiaverlo para creerlo (Gente de México, 2022)
- La fosa séptica del infierno (Gente de México, 2022)
- El hijo de la chingada (Gente de México, 2023)
- Misión tarrare (Meza Editor, 2024)
- Uno entre millones (Meza Editor, 2024)
- Concierto para Dostoyevsky y epilepsia en Sí bemol (Meza Editor, 2024)
- La música de Florentina (Meza Editor, 2024)
- Arte Ancestral Alienigena (Meza Editor, 2025)

## Poética
Ha publicado:
- Epistolario de Olimaconet de Luvián (1980)
- Canto Ersal (1992)
- Paquete Edición especial Festejando el 40 Aniversario de Arturo Meza (Gente de México, 2015): Poesía, un poemario incluido exclusivamente en el Box-Set de Edición Especial conmemorativo al 40 aniversario de Arturo Meza

## Representaciones teatrales
En el año 2004, en la ciudad de Guadalajara, el grupo de teatro llamado "Memoria A", hizo un montaje teatral con una adaptación del cuento Ansina como endenantes del libro homónimo. Fabián Luévano hizo la dramaturgia y a su vez dirigió este montaje que tuvo una excelente respuesta por parte del público. Sobre la obra, que presenció Arturo Meza, el crítico Jorge Fábregas comentó: «Hay que felicitarlos porque hacen un teatro crítico, entusiasta y que busca la originalidad».
En 1998, para la presentación del libro Historias de Agua, producido por Carlo Bernal, participaron en la puesta en escena Antonio Monroi y Gerardo Taracena, en el Museo José Luis Cuevas. 